# Manzakala
Manzakala est village situé au sud dans le département de Boko Songho, région de la Bouenza en République du Congo.
Sa population est de 150 habitants. Il est arrosé par la rivière Loudima qui est une rivière poissonneuse. En traversant la zone de Manzakala, la rivière Loudima présente une chute sur laquelle pouvait être érigé un micro barrage hydro-électrique.